# Leica M9
La Leica M9 és una càmera digital telemètrica de format complet de la sèrie M del fabricant de càmeres fotogràfiques Leica Camera AG. Fou presentada el 9 de setembre del 2009 quan coincidia la data 9/9/2009 (número del model de la càmera).
Es tracta de la tercera càmera digital de la sèrie M de Leica, darrere dels models M8 i M8.2, i la primera d'aquesta sèrie amb un sensor de la mateixa mida que els fotogrames de la pel·lícula fotogràfica de format 135.
Aquesta es va presentar en acabat negre i cromat.

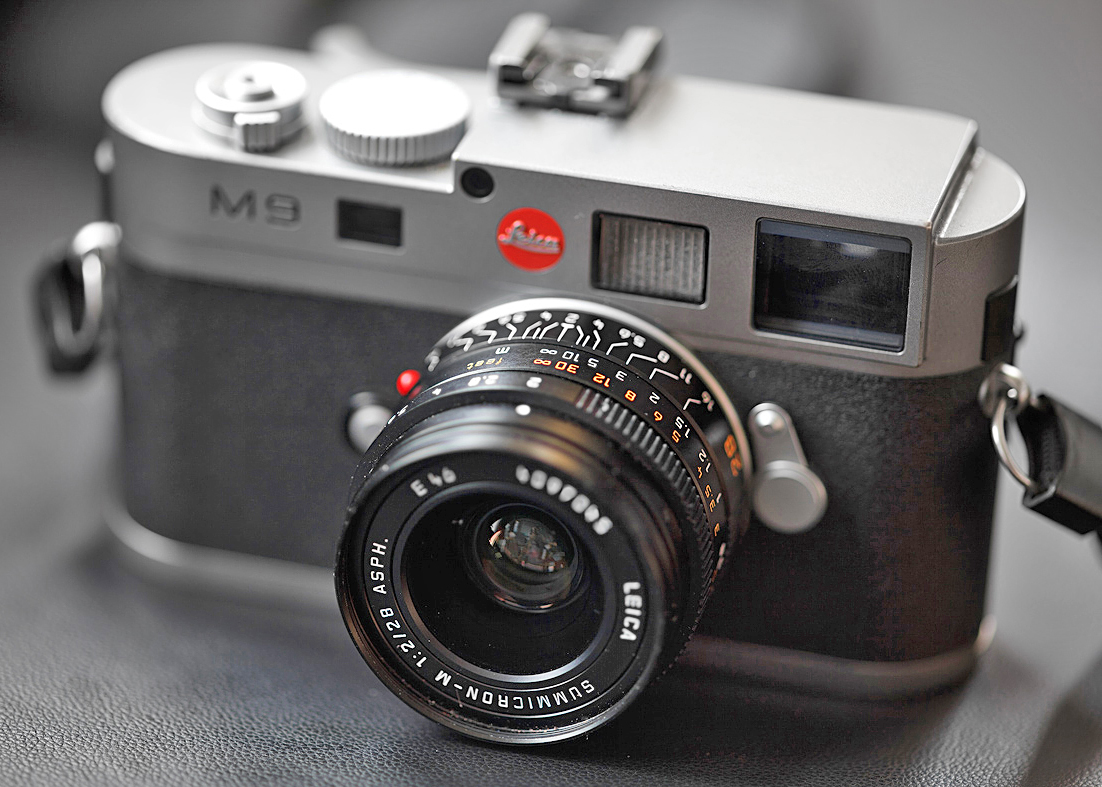
Leica M9 cromada

## Presentació
L'M9 va ser presentat per Leica el 9 de setembre de 2009 a la ciutat de Nova York. El llançament (que també va presentar els models Leica X1 i Leica S2) va incloure una transmissió de vídeo en directe per web i va comptar amb l'aparició del músic Seal.
El 2011, l'empresa va verificar un mal funcionament que podria impedir que la càmera deses les imatges a determinades targetes SanDisk i va presentar una actualització de microprogramari el juliol de 2012, el qual va introduir millores amb la compatibilitat de les targetes SD.

## Característiques
La M9 és el primer model M digital amb un factor de multiplicació d'1. Això li permet aconseguir el mateix camp visual que els models M de pel·lícula fotogràfica, sense la necessitat d'utilitzar un objectiu de menor distància focal.
La M9 usa un sensor d'imatge CCD Kodak (KAF-18500) de 18,5 megapíxels desenvolupat específicament per a la càmera. Compta amb parells de línies de marc per a 28/90, 35/135 i 50/75, i admet la majoria de les lents de muntura M, amb l'excepció d'uns quants models antics que no són adequats a causa dels elements que sobresurten de la lent.

## Variants
Des de la seva presentació la companyia ha llançat diverses versions i edicions d'aquesta càmera amb nous materials i millores:

### M9 Titanium
El 21 de setembre de 2010, Leica va presentar aquesta variant, dissenyada per Walter de Silva. El cos i la lent subministrada (Summilux-M 35 mm f/1.4 ASPH FLE) estan construïts amb titani sòlid. D'aquesta edició només es van fabricar 500 unitats.

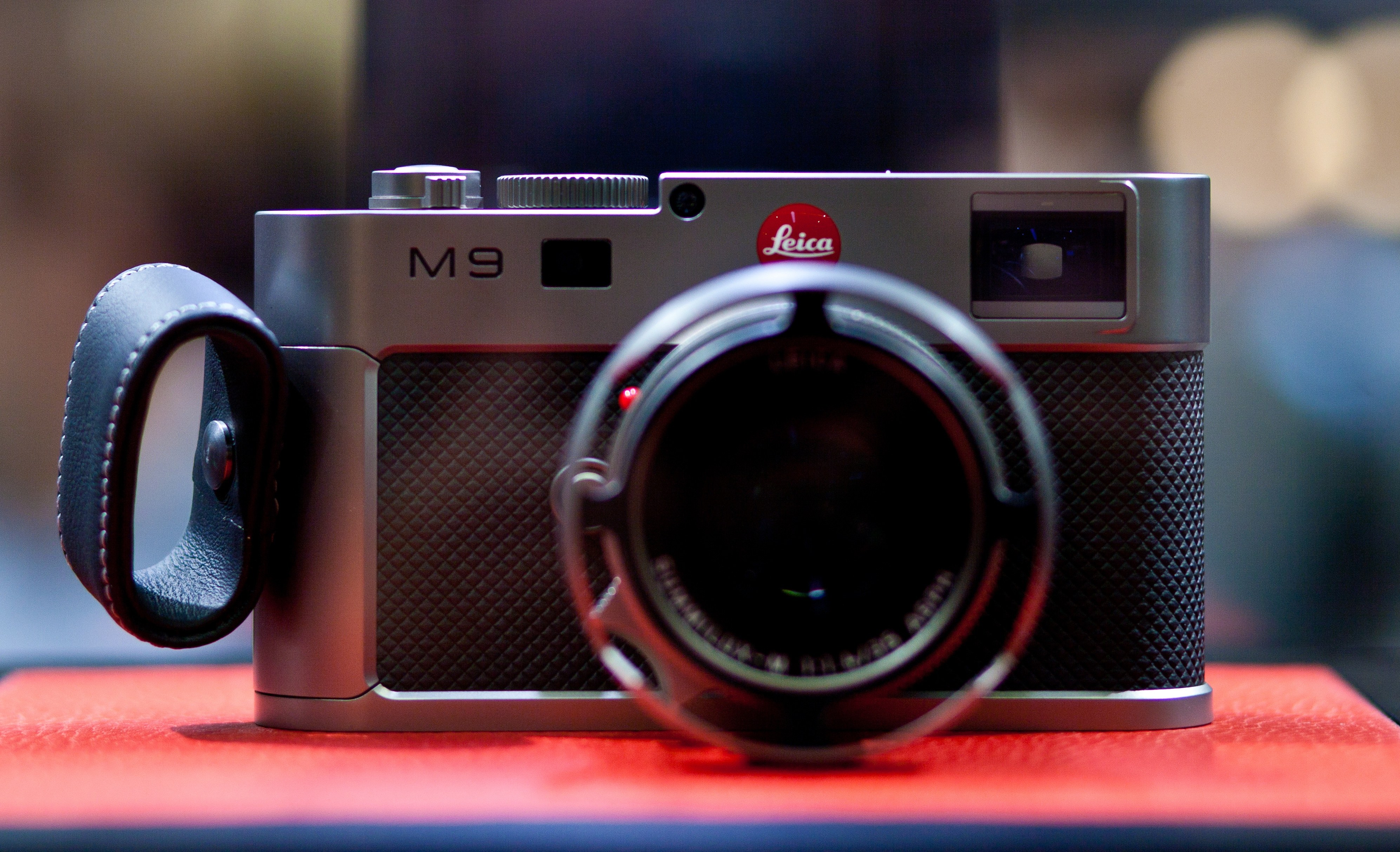
Leica M9 Titanium

### M9 Neiman Marcus Edition
La botiga canadenca de luxe Neiman Marcus, va presentar una edició especial a la seva 84a edició del llibre de Nadal de 50 unitats acompanyades de l'objectiu Leica Summicron-M 35mm f/2. Aquesta edició està acabada amb pell d'estruç i es pot personalitzar amb gravat làser.
Amb la càmera s'incloïa un conjunt complet de programari d'edició digital (Adobe Photoshop i Lightroom 3), una carta personal del CEO de Leica (Alfred Schopf) i una sessió de formació i orientació privada per introduir els nous fotògrafs a l'experiència completa de Leica.

### M9-P
El 21 de juny de 2011, Leica va presentar aquesta variant. Aquesta, no és un reemplaçament de la M9, ja que tots dos es van vendre simultàniament.
En aquest model, es va afegir una coberta LCD de safir (resistent a les ratllades) i l'opció de pintura d'acer gris es va substituir per una cobertura cromada. També es va canviar la cobertura del cos per vulcanita i es va eliminar el logotip de la marca de la part frontal, substituint-lo pel nom gravat a la part superior, per així ser un model més discret.

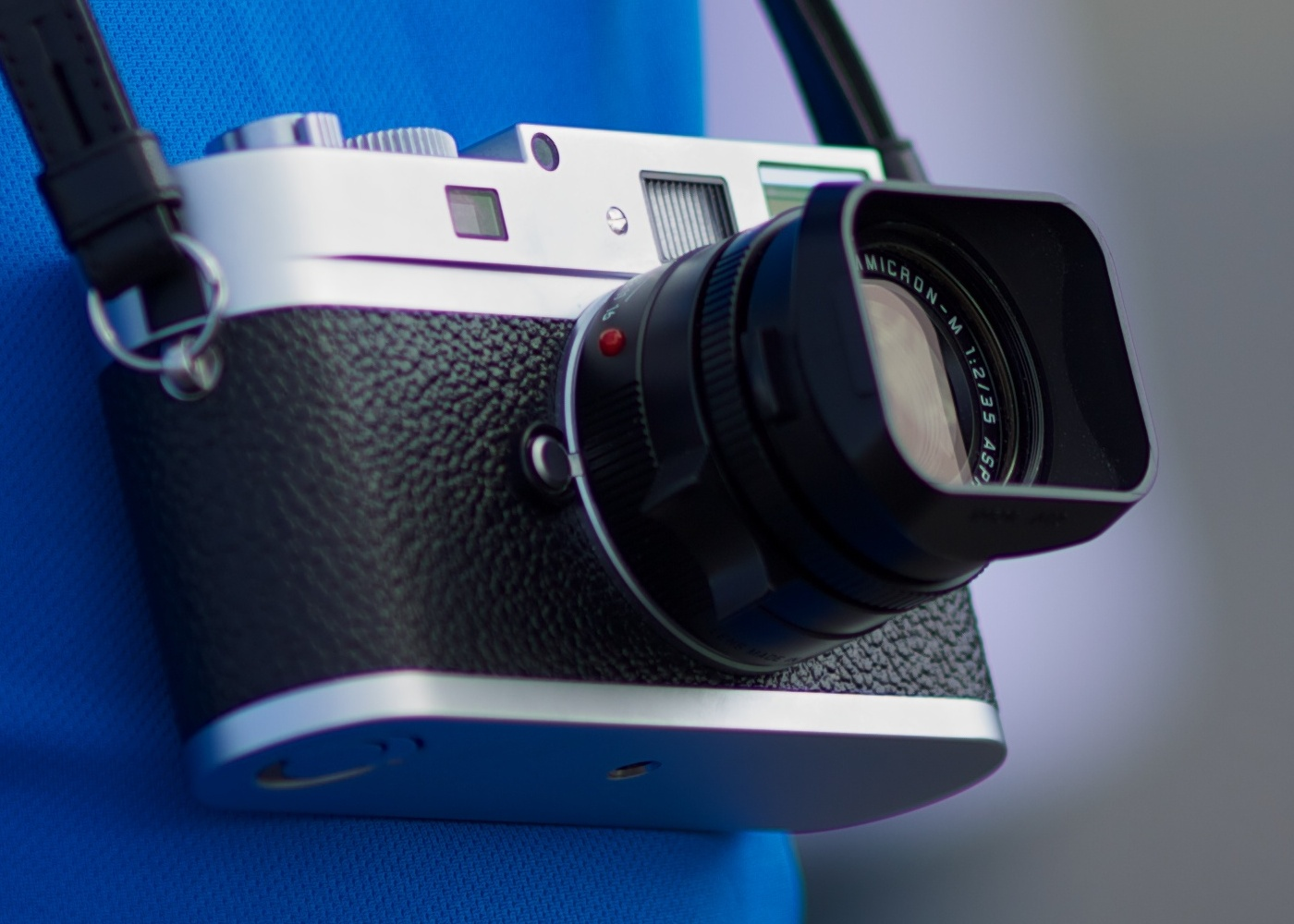
Leica M9-P

### M9-P Edition Hermès
El 10 de maig de 2012, Leica va presentar aquesta edició, amb acabats de pell de vedella (Veau Swift) subministrada per Hermès i opcions d'1 a 3 objectius. Aquest cuir extremadament fi i flexible s'usa també per la corretja. De la càmera d'edició limitada es van fabricar 300 unitats.
El lot d'edició limitada, disponible a partir del juliol de 2012, del qual s'han van fabricar 100 unitats, incloïa:
- Leica M9-P Hermès
- Leica Summicron-M 28mm f/2 ASPH
- Leica Noctilux-M 50mm f/0,95 ASPH
- Leica APO-Summicron-M 90mm f/2 ASPH
- Bossa de càmera Hermès acabada a mà
- Llibre de fotos de Jean-Louis Dumas

### M9-P Silver Red Leather Set
El 23 d'octubre de 2011, es va presentar aquest model especial del qual només es van fabricar 30 unitats, el qual commemora el segon aniversari de l'obertura de la botiga Leica Futakotamagawa. El cos de la M9-P està recobert de cuir vermell. El conjunt inclou un objectiu Leica Elmarit M 28mm f/2.8 ASPH de color platejat, una empunyadura i una corretja de cuir vermell.